# Roland Arpin
Pour les articles homonymes, voir Arpin.
Roland Arpin, (Montréal, Rosemont, le 27 avril 1934 — Québec, le 2 septembre 2010,,) est un pédagogue, communicateur et administrateur public québécois. Il est surtout connu comme sous-ministre à l'éducation puis à la culture, comme directeur de groupes de travail devant faire rapport au gouvernement du Québec, et comme deuxième directeur général du Musée de la civilisation,.

## Biographie
À Montréal, où il est né en 1934, Roland Arpin consacre plusieurs années d'études à sa formation d'enseignant, d'abord en obtenant un brevet d'enseignement supérieur, puis un baccalauréat en pédagogie à l'Université de Montréal, suivi d'une licence en lettres de la même université, et débute comme éducateur. Il enseigne durant 12 ans, du primaire à l'université. Il devient ensuite administrateur scolaire, de la Direction du personnel à la direction générale au Collège de Maisonneuve, durant cinq ans. Puis, de 1972 à 1975, il est président de la Fédération des cégeps et du Centre de recherche et d'animation en éducation.
En 1975, Roland Arpin devient sous-ministre adjoint à la planification et à la programmation budgétaire au ministère de l'Éducation du Québec. Il est alors responsable des activités de politiques et de plans, d'études économiques et démographiques, de l'enseignement privé, de la Direction des moyens d'enseignement, de celles de l'informatique et de l'éducation permanente. 
Roland Arpin est nommé sous-ministre aux Affaires culturelles en 1980, puis secrétaire du Conseil du trésor en 1984. Cette fonction le place au cœur de la gestion gouvernementale. 
De nombreuses missions gouvernementales le conduisent à l'étranger. Il siège notamment de 1976 à 1980 à la Commission d'éducation de l'Organisation de coopération et de développement économique (OCDE) à Paris : il est le vice-président durant deux ans. De surcroît, de nombreux voyages personnels l'amènent au Moyen-Orient, en Asie, en Europe et en Afrique.
En 1987, il reçoit la mission de diriger à Québec le Musée de la civilisation, qui ouvre ses portes l'année suivante : ce qu'il fait jusqu'en 2001.
En février 1991, il se voit confier, par la ministre des Affaires culturelles, la responsabilité d'élaborer un projet de politique culturelle pour le Québec. La même année, la Direction des musées de France lui confie le mandat de procéder à une évaluation et de préparer un plan de relance pour le Musée national des arts et traditions populaires, situé à Paris.
En 2001, Roland Arpin met sur pied la Société du 400e anniversaire de Québec (en prévision de 2008), dont il est le premier président et directeur général, jusqu'en 2004, prenant sa retraite à l'âge de soixante-dix ans. Roland Arpin dit alors :
« Il y avait un travail de débroussaillage à faire, je l'ai fait. Il fallait donner un élan à cette organisation. C'est fait. Je considère que c'était mon mandat. Les années qui restent avant 2008 seront des années de tiraillage entre le fédéral, le provincial et le municipal. Je n'ai pas le goût de vivre ça. Il y a des batailles qu'on n'a pas le goût de mener. »
Et, questionné sur son œuvre pérenne, le Musée qu'il a dirigé à Québec auparavant, il conclut : 
« C'est la synthèse de ma carrière. Il résume mon métier de pédagogue, mon goût d'un service public de qualité et l'ouverture nécessaire que nous devons avoir sur le monde. »
Il meurt à 76 ans, le 2 septembre 2010, des suites de la maladie de Parkinson. 
« Pédagogue, communicateur et administrateur public, Roland Arpin jouit à la fois de la crédibilité de l'homme d'action et de la notoriété d'un observateur indépendant et engagé dans le développement social et culturel. » — Ministère du Conseil exécutif, 1999, Gouvernement du Québec

## Honneurs
- 1988 - Prix d'excellence pour la carrière à titre d'administrateur public, de l'École nationale d'administration publique (ENAP et ADENAP)[10]
- 1994 - Doctorat honorifique, de l'Institut national de la recherche scientifique (INRS, Université du Québec)[10]
- 1995 - Officier des arts et des lettres, de la République française
- 1998 - Chevalier de l’Ordre national du Mérite, de la République française
- 1999 -  Officier de l'Ordre national du Québec[10]
- 2000 - Officier de l'Ordre national du mérite, de la République française
- 2001 - Création du Prix Roland-Arpin, par le Musée de la civilisation — destiné aux étudiantes et étudiants des programmes universitaires de muséologie du Québec[11]
- 2001 - Membre de l'Académie des Grands Québécois
- 2002 - Doctorat honorifique ès Lettres, de l'Université Laval[7]

## Publications
- Jean-Pierre Béland et Roland Arpin, La linguistique et ses applications : initiation aux études de linguistique et de littérature, Montréal, Centre de Psychologie et de Pédagogie, 1967, 257 p.,  16 cm x 23 cm
- Roland Arpin, Une école centrée sur l'essentiel, Ville Saint-Laurent, Fides, 1995  (ISBN 978-2-7621-1833-9)
- Roland Arpin, Des musées pour aujourd'hui, 	Québec, Musée de la Civilisation, 1997, 271 p., 23 cm  (ISBN 2-551-17826-6)
- Roland Arpin, Le Musée de la civilisation. Une histoire d'amour, Québec et Ville Saint-Laurent, Musée de la civilisation et Fides, 1998, 175 p.  (ISBN 978-2-7621-2056-1)
- Roland Arpin, La Cité du 21e siècle. Le lieu de l’intelligence, Conférence, Journée thématique, Ville de Saint-Hyacinthe, le 30 mai 1998
- Roland Arpin, Le musée entre la fonction politique et l'action politique, collection Les grandes conférences, Ville Saint-Laurent, Fides, 1999, 44 p., 18 x 13 cm  (ISBN 978-2-7621-2095-0)
- Groupe de travail sur la complémentarité du secteur privé dans la poursuite des objectifs fondamentaux du système de santé au Québec, présidé par M. Roland Arpin, 1999[12] :

1. La complémentarité du secteur privé dans la poursuite des objectifs fondamentaux du système public de santé au Québec : rapport du groupe de travail, 120 p.  (ISBN 2-550-34937-7);
2. La présence du privé dans la santé au Québec : état détaillé de la situation, 48 p.  (ISBN 2-550-34939-3);
3. Constats et recommandations sur les pistes à explorer : synthèse, 60 p.  (ISBN 2-550-34938-5).

- Groupe-conseil sur la politique culturelle du Québec, sous la présidence de Roland Arpin, Notre patrimoine, un présent du passé, novembre 2000, 240 p., annexes (I : Curriculum vitæ des membres du Groupe-conseil ; II : Liste des organismes et des personnes rencontrées ; III : Bibliographie, Liste des documents reçus, Liste des documents consultés), photos, 17 tableaux  (ISBN 2-550-36748-0)[13]
- Roland Arpin, Territoires culturels, Ville Saint-Laurent, Bellarmin, collection L'essentiel, 2002, 296 p., 19 x 13 cm  (ISBN 978-2-8900-7943-4)